# 格拉比亞斯卡山

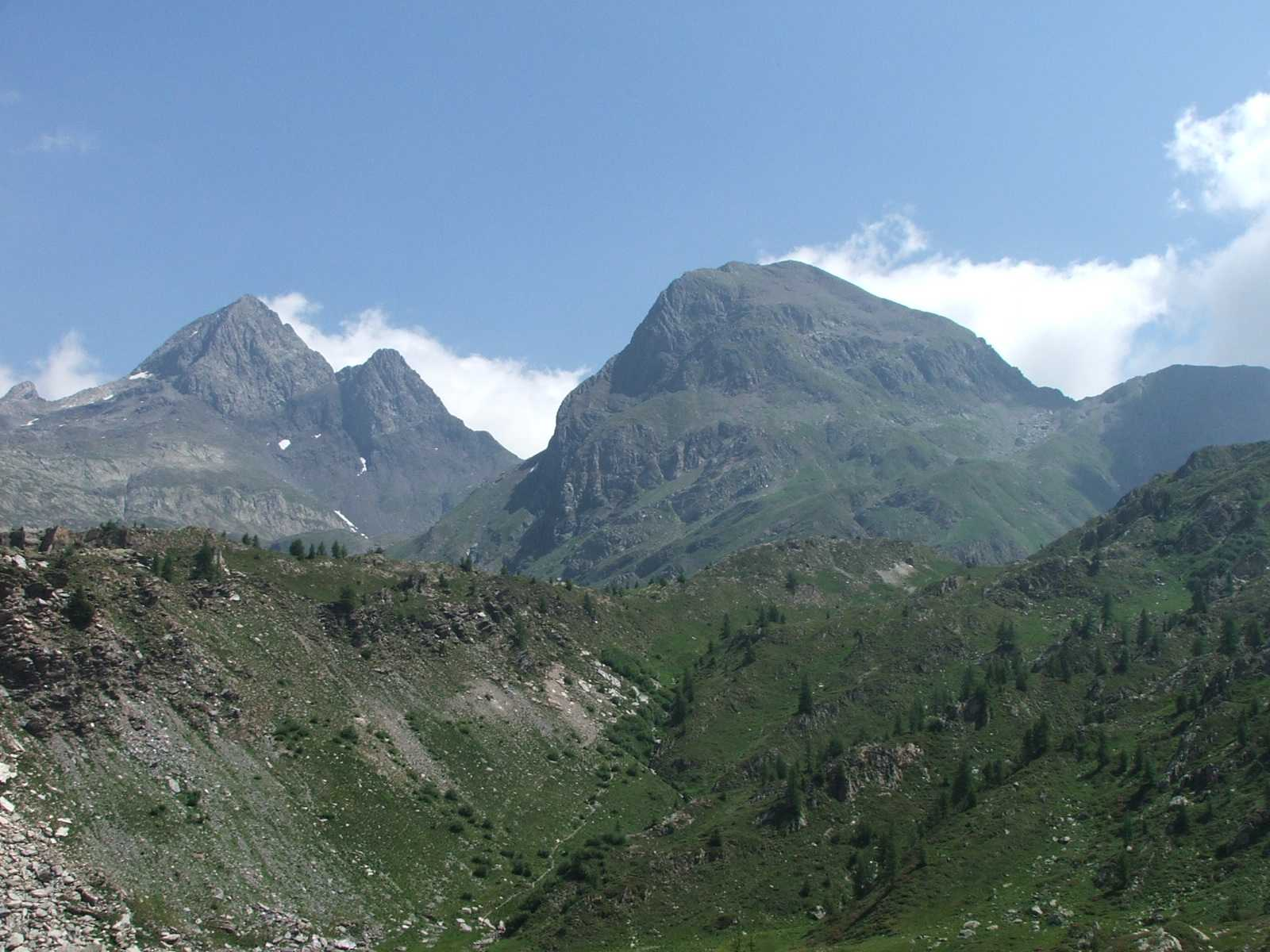

46°02′03″N 9°54′19″E / 46.03417°N 9.90528°E
格拉比亞斯卡山（義大利語：Monte Grabiasca），是意大利的山峰，位於該國北部，由倫巴底大區負責管轄，屬於貝爾加莫阿爾卑斯山脈的一部分，海拔高度2,705米。